# Heath (Alabama)
Pour les articles homonymes, voir Heath.
Heath est une ville du comté de Covington située dans l'État d'Alabama, aux États-Unis,. Elle est située au Nord d'Andalusia.
Heath est initialement appelée Willow Head. Les habitants commencent à s'y installer au début des années 1850. Lorsque la ligne ferroviaire passe à travers la ville, elle est rebaptisée en l'honneur de son premier agent postal, Kate Heath. Elle est incorporée une première fois en février 1952 puis elle doit renouveler son incorporation en juillet 1967.

## Démographie
| 1960 | 1970 | 1980 | 1990 | 2000 | 2010 | - | - |
| ---- | ---- | ---- | ---- | ---- | ---- | - | - |
| 125  | 229  | 354  | 182  | 249  | 254  | - | - |

## Source de la traduction
- (en) Cet article est partiellement ou en totalité issu de l’article de Wikipédia en anglais intitulé « Heath, Alabama » (voir la liste des auteurs).